# Heinz vom Kreuz Eberlein
Heinz vom Kreuz Eberlein PFJ (* 18. Juni 1935 in Wingendorf; † 26. November 1964 bei Mambasa, Provinz Ituri, Demokratische Republik Kongo) war ein deutscher römisch-katholischer Ordensmann, Missionar und Märtyrer.

## Leben
Heinz Eberlein wuchs als fünftes von neun Kindern einer Landwirtsfamilie im nördlichen Westerwald auf. Wegen einer Knochenkrankheit war er als Kind zwei Jahre lang bettlägerig. 1956 gründete und leitete er die örtliche Christliche Arbeiterjugend (CAJ). Ab 1959 gehörte er in Eschhofen einer an den Kleinen Brüdern Jesu orientierten Wohngemeinschaft an. 1960 besuchte er die Kleinen Brüder Jesu in Hamburg, zog auf Bitten der CAJ nach Frankfurt und trat 1962 in das Postulat der Kleinen Brüder in Saint-Rémy ein. Das Noviziat verbrachte er ab Februar 1963 in Farlete und Ollières. Am 10. Februar 1964 legte er seine ersten Gelübde ab und nahm den Ordensnamen Bruder Heinz vom Kreuz an. In Erfüllung eines seit der Kindheit verfolgten Wunsches ging er zur Missionierung der Ba-Mbuti-Pygmäen in die Mission Etabe, 50 Kilometer südlich Mambasa in den Ituri-Regenwald in Nord-Ost-Kongo (Bistum Beni), wo er am 5. Juli 1964 ankam. Im November wurde er zusammen mit seinem Mitbruder Bernhard Ignatius Sarnes von Anhängern Pierre Muleles auf einem Lieferwagen abtransportiert und auf einer Brücke über den Fluss Epulu (Nebenfluss des Ituri) erschossen. Die Leichen wurden in den Fluss geworfen. Der französische Mitbruder André Gorse wurde in Mambasa auf offener Straße erschossen.
In Wingendorf ist die Heinz-Eberlein-Straße nach ihm benannt.

## Gedenken
Die Römisch-katholische Kirche in Deutschland hat Bruder Heinz vom Kreuz Eberlein als Märtyrer in das deutsche Martyrologium des 20. Jahrhunderts aufgenommen.